# Pilea stapfiana
Pilea stapfiana är en nässelväxtart som beskrevs av L. S. Gibbs. Pilea stapfiana ingår i släktet pileor, och familjen nässelväxter. Inga underarter finns listade i Catalogue of Life.